# 塞乌伊
塞乌伊（義大利語：Seui），是意大利撒丁大区南撒丁省的一个市镇。总面积148.2平方公里，人口1419人，人口密度9.6人/平方公里（2009年）。ISTAT代码为105015。